# 上阿马尤拉斯
阿迈韦拉斯德亚里瓦，是西班牙卡斯蒂利亚-莱昂帕伦西亚省的一个市镇。 总面积10平方公里，总人口40人（2001年），人口密度4人/平方公里。